# Torre di Sfinale
La Torre di Sfinale è una torre costiera situata nel comune di Peschici su un promontorio sito all'estremo settentrionale della baia di Sfinale.
Nell'area corrispondente all'antico distretto di Capitanata si contano 25 torri di avvistamento, quattro di queste si trovano nel territorio di Peschici.
La torre di Sfinale fu eretta tra il 1568 e 1569 dall'impresario Giovanni della Monica per volontà di Alfonso Salazar, alto funzionario del Regno di Napoli, a 16 km da Peschici in direzione di Vieste.
In abbandono dal '700, sorge su di una piccola sporgenza in posizione sopraelevata sopra una grotta nella Baia di Sfinale di fronte alla spiaggia di Scialmarino, collocazione ottimale per la comunicazione a vista con altre due torri di avvistamento che in caso necessità si allertavano tramite grandi fuochi.
La struttura con pianta quadrangolare, 14 metri per ogni lato, edificata con una lieve scarpatura dei muri si erge a tronco di piramide con una altezza di 13 metri su tre livelli e il terzo presumibilmente costruito con materiali diversi. il coronamento, oramai in degrado strutturale, presenta 4 o 5 caditoie per ogni lato. L’accesso è sopraelevato e servito originariamente da scale di legno che venivano ritirate in caso di necessità poi sostituite da struttura in muratura.